# Joseph Duplin
Joseph Duplin (30 de mayo de 1934-7 de agosto de 2016) fue un deportista estadounidense que compitió en vela en la clase Star.
Ganó tres medallas en el Campeonato Mundial de Star entre los años 1957 y 1964, y dos medallas en el Campeonato Europeo de Star, en los años 1966 y 1967.

## Palmarés internacional
| Campeonato Mundial | Campeonato Mundial       | Campeonato Mundial | Campeonato Mundial |
| Año                | Lugar                    | Medalla            | Clase              |
| ------------------ | ------------------------ | ------------------ | ------------------ |
| 1957               | La Habana (Cuba)         | Medalla de bronce  | Star               |
| 1963               | Chicago (Estados Unidos) | Medalla de oro     | Star               |
| 1964               | Boston (Estados Unidos)  | Medalla de plata   | Star               |
| Campeonato Europeo |                          |                    |                    |
| Año                | Lugar                    | Medalla            | Clase              |
| 1966               | Varberg (Suecia)         | Medalla de oro     | Star               |
| 1967               | Cascaes (Portugal)       | Medalla de plata   | Star               |

1. ↑  En algunas ediciones del Campeonato Europeo se permitió la participación de regatistas de otros continentes.